# Belhassen Aloui
Belhassen Aloui (17 marzo 1973) è un ex calciatore tunisino, di ruolo attaccante.

## Carriera

### Club
Ha sempre giocato nel campionato tunisino.

### Nazionale
Con la maglia della Nazionale ha collezionato 6 presenze.